# Astomaspis unifasciata
Astomaspis unifasciata là một loài tò vò trong họ Ichneumonidae.